# E-cristians
E-cristians és una associació catòlica fundada per Josep Miró i Ardèvol el 2001 per tal de fer present posicions catòliques entre les institucions polítiques per evitar el que consideren que és la "creixent exclusió del fet cristià".
L'entitat duu a terme les seves activitats al voltant de la pàgina web e-cristians.net, així com a les xarxes socials a través de diferents perfils i a diferents iniciatives al carrer, com embustiades, iniciatives i penjades de cartells. El maig del 2004 l'entitat va crear el diari digital catòlic Forum Libertas.
Les accions d'e-cristians es dirigeixen principalment a favor de la vida en totes les seves etapes a través de manifestacions o la promoció del Pacte per la dignitat i la vida. Van ser un dels responsables de portar al doctor Carlos Morín al davant de la justicia i que fou finalment condemnat. També van recollir 12000 signatures contra les màquines de preservatius a les escoles.
També han fet accions per la defensa del matrimoni entre un home i una dona. Pel que fa a la regeneració i renovació de la política van contribuir a la fundació d'Acció per la democràcia i Democràcia Social. També han defensat el drets dels pares a elegir escola d'acord amb les seves conviccions morals i religioses, la transformació del model econòmic des de la perspectiva de la doctrina social de l'Ésglésia i la defensa del respecte a la llibertat religiosa entre d'altres.